# Institut médico-chirurgical de la Croix-Rouge
L'Institut médico-chirurgical de la Croix-Rouge (ou Institut médico-chirurgical et Centre de Santé de la Croix-Rouge) est un bâtiment de style « Art déco » édifié par l'architecte Jean-Baptiste Dewin à Ixelles, une commune de Bruxelles en Belgique.

## Localisation
L'Institut médico-chirurgical et Centre de Santé de la Croix-Rouge est situé au numéro 1 de la rue Joseph Stallaert à Ixelles, à l'angle de cette rue et de la place Georges Brugmann, une place qui porte le nom du banquier et mécène bruxellois Georges Brugmann (1829-1900).
Il se dresse face à église Notre-Dame de l'Annonciation et à côté de l'Institut chirurgical Berkendael bâti en 1905 par Dewin en style Art nouveau.

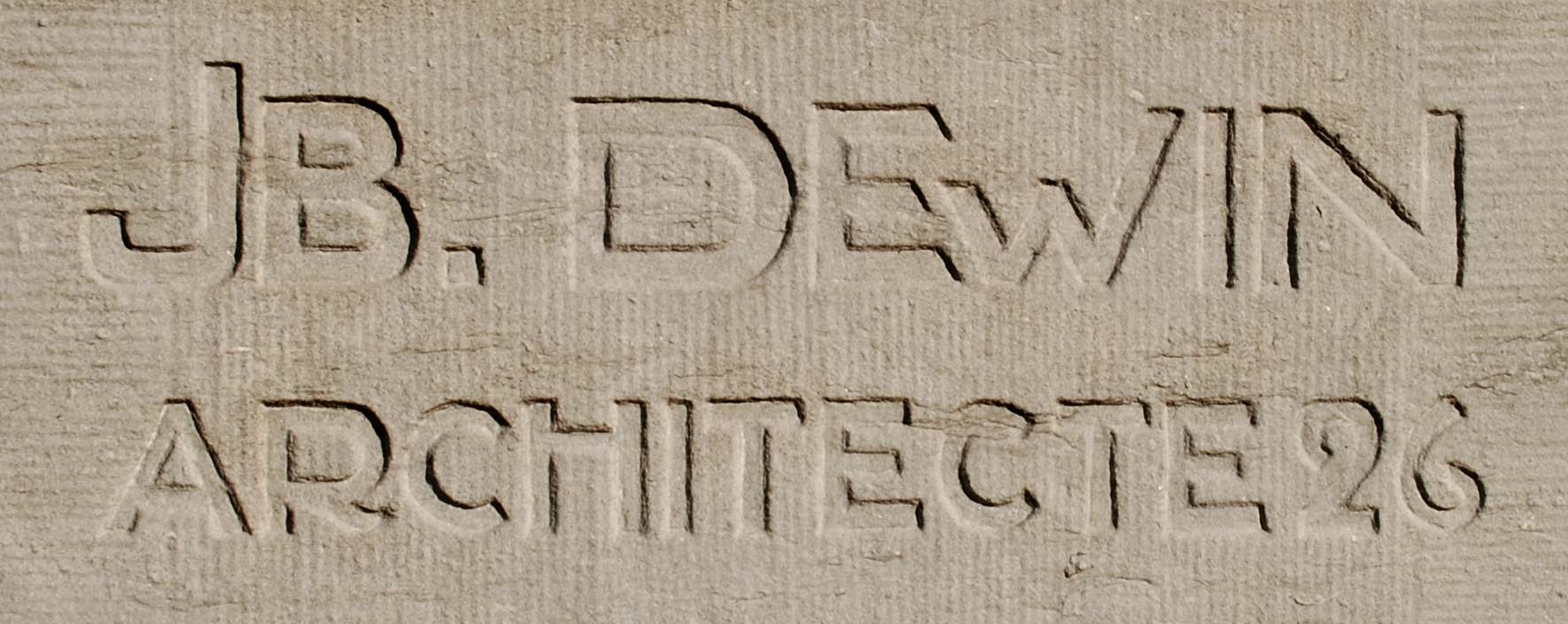
Signature de Dewin sur le socle du monument Antoine Depage au pied de l'édifice.

## Historique

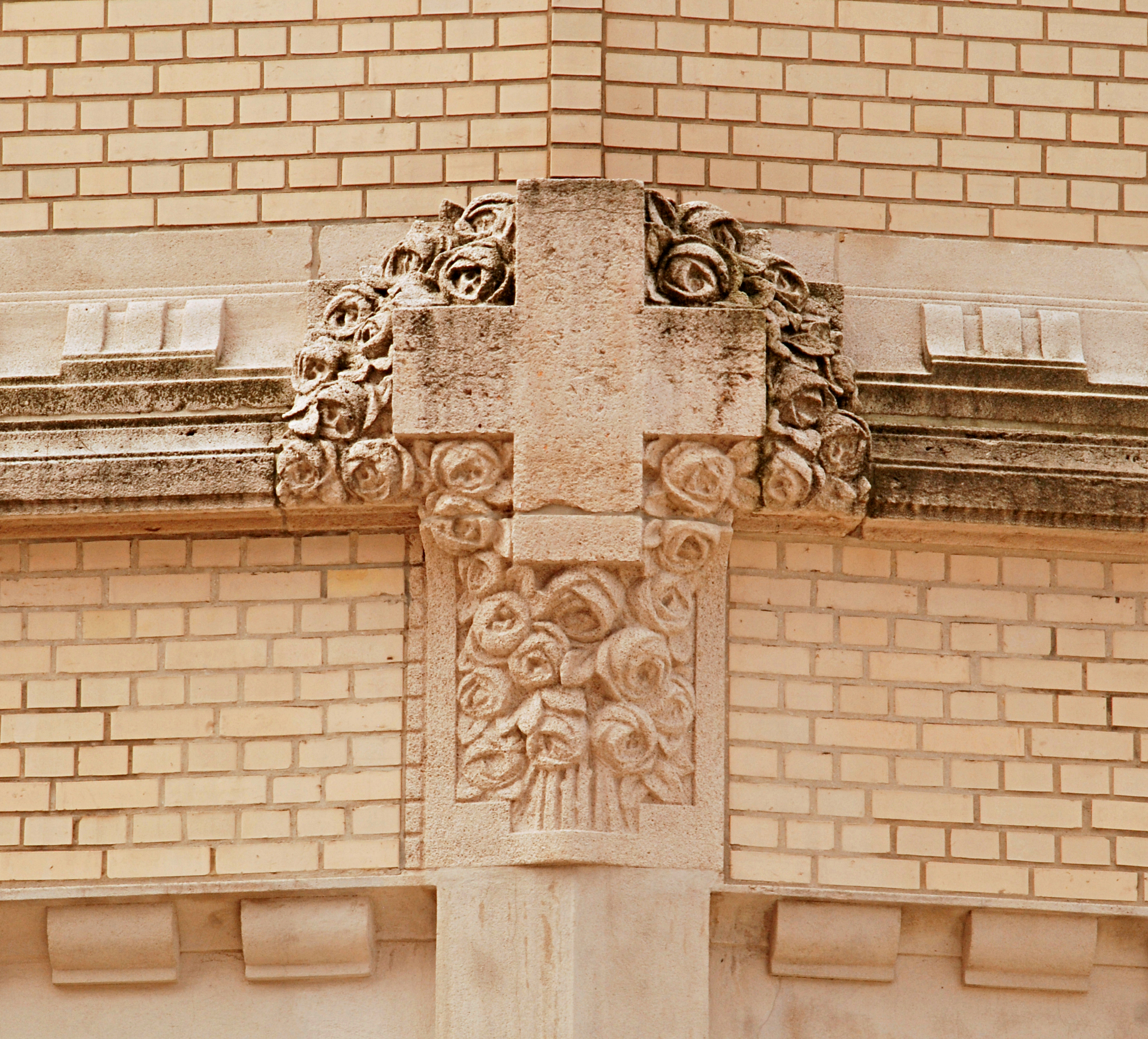
Ornement.

En 1905, Jean-Baptiste Dewin édifie pour le docteur Antoine Depage l'Institut chirurgical Berkendael au numéro 29 de la place Georges Brugmann, en style Art nouveau géométrique,.
En 1926, Dewin édifie juste à côté, à l'angle de la place et de la rue Stallaert, l'Institut médico-chirurgical de la Croix-Rouge dans un sobre style Art déco,,. Après la Seconde Guerre mondiale, la Croix-Rouge de Belgique agrandit le complexe en faisant ériger des bâtiments modernistes par L. Attout (Institut national du Sang, 1949) et Jacques Wybauw (1964),.
En 2008, les bâtiments modernistes sont démolis pour être remplacés par des immeubles d'appartements.

## Protection
L'Ancien complexe hospitalier de la Croix-Rouge de Belgique est inscrit depuis le 16 février 2006 sur la liste de sauvegarde comme Monument sous la référence 2071-0124/0.

## Sculpture
Au pied de l'immeuble, sur le pan coupé du bâtiment à l'angle de la rue Joseph Stallaert et de la place Georges Brugmann, se dresse un mémorial à Antoine Depage et son épouse Marie, avec laquelle il a fondé la première école d'inﬁrmières en 1907.
Ce monument comporte un buste en bronze porté par un socle en pierre bleue (petit granit). Le buste, réalisé par Godefroid Devreese et signé « G. Devreese » sur l'épaule gauche du médecin, est surmonté de l'inscription « Fondation / Antoine et Marie Depage » en lettres de bronze, tandis que son socle en pierre bleue porte le nom du médecin en lettres d'or,.
Le panneau de bronze situé derrière le buste d'Antoine Depage est orné de feuilles de chêne et porte ses années de naissance et de mort (1862 et 1925).

Monument à Antoine Depage
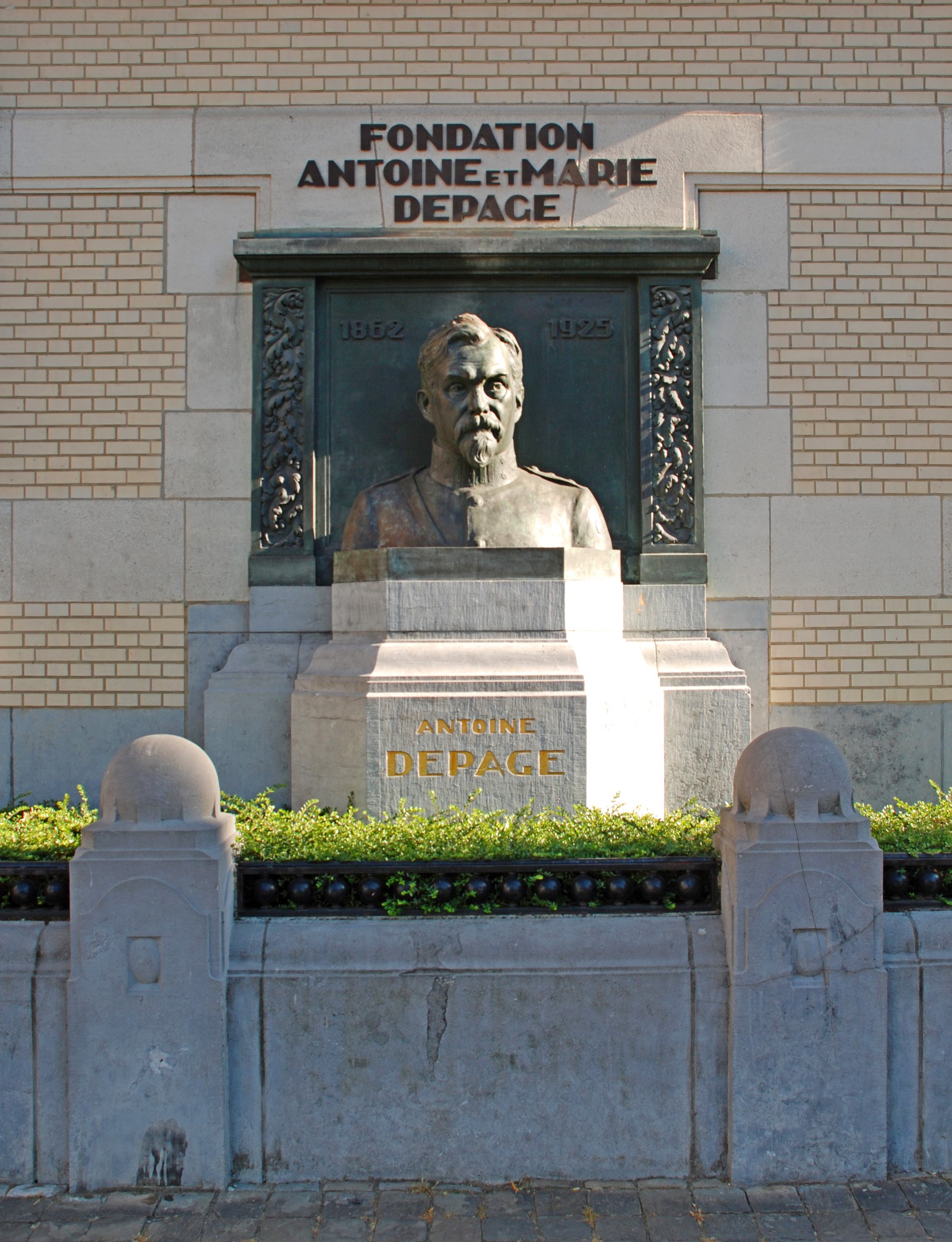
Vue d'ensemble.
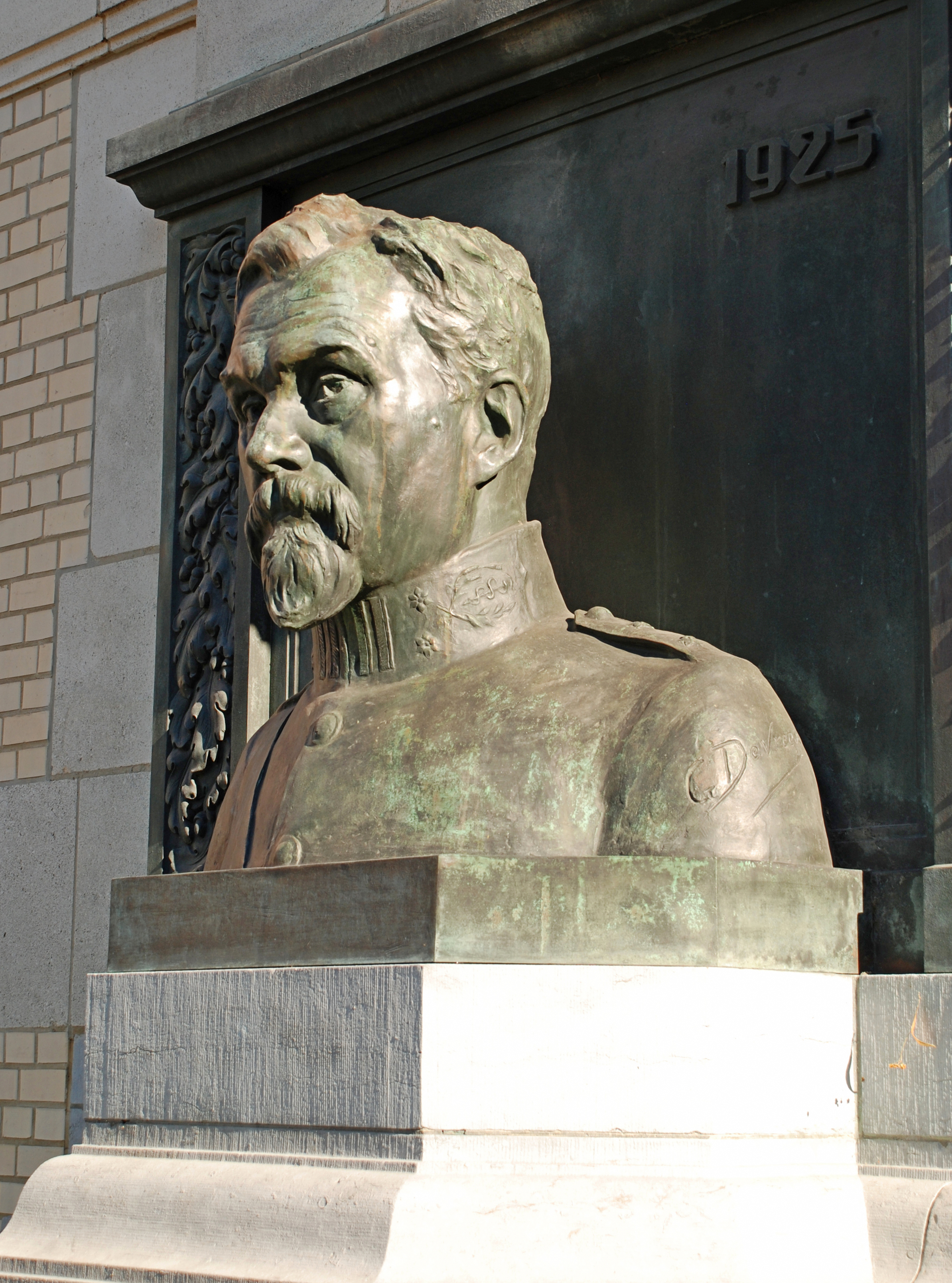
Buste en bronze.
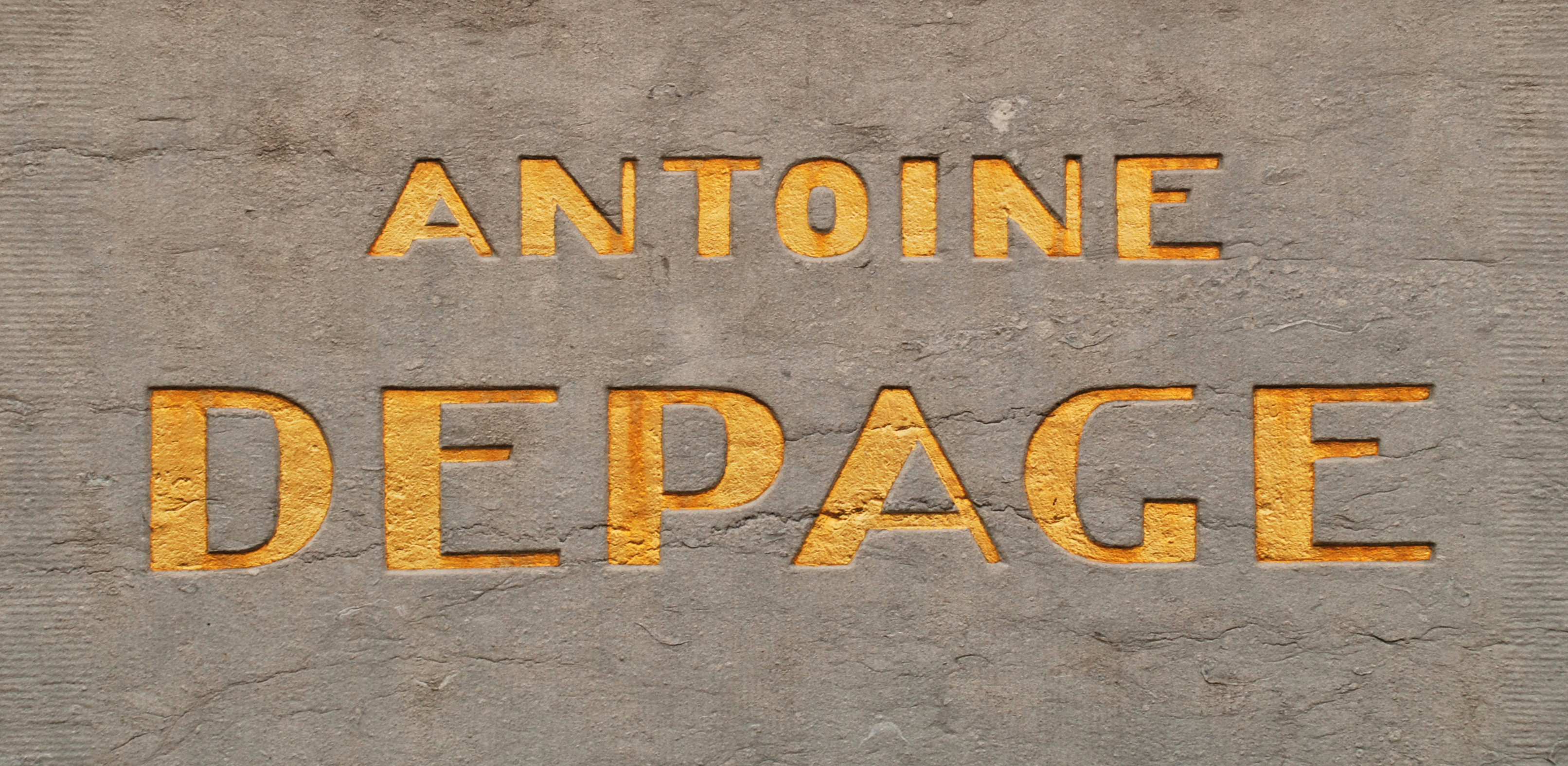
Inscription dorée.